# Qingtan
Qingtan (dosł. czysta rozmowa) – prąd charakterystyczny dla filozofii taoistycznej z okresu III-IV wieku, związany ze szkołą neotaoistyczną. Była to sztuka prowadzenia swobodnej rozmowy na poważne filozoficzne tematy, w której celem było wyrażenie jak najbardziej błyskotliwej myśli zwięzłym i pięknym językiem. Ponieważ prowadzenie takiej dyskusji wymagało wysokiego poziomu umysłowego rozmówcy, uważana ona była za jedno z najbardziej wyrafinowanych zajęć intelektualnych. Największym zbiorem zawierającym przykłady qingtan jest dzieło Shishuo Xinyu (世說新語), autorstwa Liu Yiqinga (403-444).
„Czyste rozmowy” pełniły kilka funkcji: podtrzymywały relacje interpersonalne między ich uczestnikami, służyły podniesieniu własnego statusu w gronie uczonych-intelektualistów, a także były wyznacznikiem przynależności do tego elitarnego grona (albowiem do ich prowadzenia niezbędna była duża wiedza, zdobywana podczas studiów). Uczestniczenie w takich rozmowach określało też tożsamość uczestniczącego, jako członka elity.
Qingtan straciły na znaczeniu za czasów dynastii Sui, ale przetrwały jako forma rozrywki intelektualnej. Uczeni prowadzili je też na temat buddyzmu z mnichami, bardziej jednak dla popisania się błyskotliwością umysłu, niż w celu praktycznego zgłębienia jego doktryn. Ostatecznie za czasów mingowskich konwersacja taka została podniesiona do rangi sztuki, rodzaju zachowania estetycznego, liczyła się jej forma, a nie treść czy dyskutowane prawdy.
Za mistrzów qingtan uważa się Siedmiu Mędrców z Bambusowego Gaju. Ta metoda filozofowania została przejęta z taoizmu przez buddystów, dając początek praktyce gong’anów (jap. kōan).